# Taden
Taden é uma comuna francesa na região administrativa da Bretanha, no departamento Côtes-d'Armor. Estende-se por uma área de 20,21 km². Em 2010 a comuna tinha 2 580 habitantes (densidade: 127,7 hab./km²).